# Лазар (име)
Лазар или Лазарус је мушко име хебрејског порекла, мада може бити и презиме. Потиче од хебр. אלעזר (Elʿāzār, Елеазар), што значи „Бог је помоћ“ или „Бог је помогао“, што даље вуче корене од арам. עֲזַרְיָה (Azarya, Азарија), с истим значењем.

## Порекло
Првобитне су класичне форме — хебр. לזרוס , лат.   и грч.  . Ово име је кроз хришћанске верске текстове (конкретно Лазар из Витиније из Јеванђеља по Матеју) ушло у језик као стсл. Лаꙁаръ. То је уобичајен начин прилагођавања класичних имена — одбијање генитивног наставка -ос/-ус и утврђивање (додавање дебелога јера).
Данашње форме у европским језицима су још и фр. Lazare , итал.  , шп.  , порт.  , рус.  , пољ.  , укр.  , рум.  , мађ.  , литв.   и друге. У неевропским језицима, присутни су облици кин: 拉撒路 , јап.  , кореј.  , тај.  , као и други.
Надимци и друга имена изведени из овог имена јесу Лазо, Лаза, Лаки и слично.

## Култура
Имендани за име Лазар славе се у појединим државама. Тај датум је у Бугарској 27. април, а у Мађарској 17. децембар. Сем тога, православни хришћани као имендан славе Лазареву суботу (Врбица, субота уочи Цвети).
Узимајући у обзир бебе рођене у Србији у периоду од 2003. до 2005. године, а према подацима београдског Завода за статистику, Лазар је било шесто мушко, а једанаесто свеукупно име по популарности, са 845 дечака рођених са њим. Ипак, у осталим крајевима оно је много ређе, па је процењено да у Словенији живи свега 149 мушкараца са овим именом, што га ставља на 509. место и саопштава удео 0,0%.